# Ембріональні стовбурові клітини
Ембріона́льні стовбуро́ві кліти́ни, ЕСК — це плюрипотентні клітини, які утворилися з внутрішньої клітинної маси ембріону стадії бластоцисти. Основними властивостями ембріональних ствобурових клітин є їхня можливість до самовідтворення (властивість стовбурових клітин) та можливість дати початок всім зародковим шарам організму (плюрипотентність). Зовнішній шар бластоцисти, з якого не належить до внутрішньої клітинної маси, а отже з якого не формуються ЕСК, утворює трофобласт, з якого у плацентарних ссавців формується плацента.
Ембріональні стовбурові клітини використовуються in vitro для вивчення ранніх етапів біології розвитку

### Книги
- Серія книг Stem Cell Biology and Regenerative Medicine (Springer, 2009-2023+)

### Журнали
- Cell: Stem Cell
- Stem Cells
- Stem Cell Research & Therapy
- Cell: Stem Cell Reports
- Stem Cell Research

### Статті
- Zakrzewski, W., Dobrzyński, M., Szymonowicz, M. et al. Stem cells: past, present, and future. Stem Cell Research Therapy 10, 68 (2019). doi:10.1186/s13287-019-1165-5.
- Al Abbar, A., Ngai, S. C., Nograles, N., Alhaji, S. Y., & Abdullah, S. (2020). Induced Pluripotent Stem Cells: Reprogramming Platforms and Applications in Cell Replacement Therapy. BioResearch open access, 9(1), 121–136. doi:10.1089/biores.2019.0046.